# Fin del Mandato británico de Palestina
El fin del Mandato británico de Palestina se hizo oficial mediante el Palestine Act 1948  (parágrafos 11 y 12 Geo. 6. c. 27) del 29 de abril de 1948.  Una declaración pública preparada por el Colonial Office confirmó la terminación de la responsabilidad británica en la administración de Palestina a partir de la medianoche del 14 de mayo de 1948. 

## Trasfondo
El Mandato británico de Palestina se creó al final de la Primera Guerra Mundial tras la disolución del Imperio otomano. En 1920, la Sociedad de las Naciones otorgó al Reino Unido el mandato para Palestina, para que lo administrara hasta que el territorio pudiera subsistir por sí solo.  El Libro Blanco de 1939 preveía el establecimiento de un Estado palestino independiente en un plazo de diez años. Como explicó Malcolm MacDonald en la reunión de 1939 de la Comisión Permanente de Mandatos, en ese momento no estaba claro qué forma adoptaría dicho Estado. 
La Conferencia de Yalta de febrero de 1945 acordó que se harían arreglos para establecer fideicomisos de las Naciones Unidas  para los Mandatos de la Sociedad de las Naciones existentes. 
En julio de 1945 se publicó el Informe Harrison,  que describía las condiciones de los campos de personas desplazadas en la Europa posterior a la Segunda Guerra Mundial.
En octubre de 1945, el entonces Secretario de Relaciones Exteriores, Bevin, dijo al gabinete que Gran Bretaña tenía la intención de entregar el problema de Palestina a la ONU, pero que Gran Bretaña sería acusada de evadir sus responsabilidades si antes no hacía algunos esfuerzos propios para resolver la situación. 
La Sociedad de Naciones, en su última reunión del 18 de abril de 1946, acordó liquidar y transferir todos sus activos a la ONU.  La asamblea también aprobó una resolución que aprobaba y celebraba la intención del gobierno británico de conceder la independencia a Transjordania.  
El informe del Comité de Investigación Angloamericano se publicó el 20 de abril de 1946. 
Esa parte del mandato relativo a Transjordania terminó legalmente el 17 de junio de 1946 con la ratificación del Tratado de Londres. 
En julio de 1946, un comité creado para establecer cómo se implementarían las propuestas angloamericanas propuso el Plan Morrison-Grady.
Tras el fracaso de la Conferencia de Londres sobre Palestina de 1946-1947, en la que Estados Unidos se negó a apoyar a los británicos, lo que llevó al rechazo de todos los partidos tanto del Plan Morrison-Grady como del Plan Bevin, los británicos decidieron remitir la cuestión a la ONU el 14 de febrero de 1947.  
El Comité Especial de las Naciones Unidas para Palestina (UNSCOP) se creó el 15 de mayo de 1947, presentó su informe el 3 de septiembre de 1947 y, el 29 de noviembre de 1947, se aprobó el Plan de las Naciones Unidas para la partición de Palestina. Este recomendó que el Mandato terminara lo antes posible y, a más tardar, el 1 de agosto de 1948. 
Dos semanas después, el 11 de diciembre, el secretario colonial Arthur Creech Jones anunció que el Mandato británico terminaría el 15 de mayo de 1948.  

## Naciones Unidas
Los británicos solicitaron que la cuestión de Palestina se incluyera en el orden del día del Segundo Periodo Ordinario de Sesiones de la Asamblea General y que se convocara un Periodo Extraordinario de Sesiones para constituir un Comité Especial encargado de preparar el examen del tema por parte de la Asamblea. El Primer Periodo Extraordinario de Sesiones de la Asamblea General se reunió entre el 28 de abril y el 15 de mayo de 1947 para considerar la solicitud británica. El intento de los cinco miembros árabes de la ONU (Egipto, Irak, Líbano, Arabia Saudita y Siria) de añadir un punto al orden del día sobre la "terminación del Mandato sobre Palestina y la declaración de su independencia" resultó infructuoso. 
Tras la publicación del informe de la UNSCOP, el Comité Especial sobre la Cuestión Palestina se creó mediante votación del segundo período ordinario de sesiones de la Asamblea General el 23 de septiembre de 1947.

## Palestina
Se implementaron estipulaciones que regulaban la transferencia de tierras y cláusulas relacionadas con la inmigración, aunque para 1944 aún quedaban en uso 24.000 de los 75.000 certificados de inmigración. Los límites de inmigración se flexibilizaron para permitir la inmigración a un ritmo de 18.000 al año como respuesta a la situación de los refugiados judíos en Europa. 
Con el fin de la guerra, el nuevo gobierno laborista, liderado por Clement Attlee, con Ernest Bevin como ministro de Asuntos Exteriores, decidió mantener la política del Libro Blanco.
Inmediatamente después de la resolución de la ONU, estalló la guerra civil entre las comunidades árabe y judía. El último día del Mandato, se proclamó la Declaración de independencia de Israel y comenzó la guerra árabe-israelí En marzo de 1948, el gabinete británico acordó que las autoridades civiles y militares de Palestina no debían oponerse al establecimiento de un Estado judío ni a la entrada de Transjordania en Palestina. 
Sir Henry Gurney se desempeñó como Secretario Principal en Palestina desde octubre de 1946 hasta su despido y escribió un diario que abarca ese período.  Una reseña del historiador Rory Miller aprueba la decisión del editor Golani de incluir en el diario anotaciones académicas detalladas y perspectivas. 

## Respuesta árabe
El 22 de marzo de 1945 se fundó la Liga Árabe. El Alto Comité Árabe (ACA) se reconstituyó en noviembre de 1945 para representar a los árabes palestinos  y se reunió a principios de mayo de 1946 para considerar su respuesta a la publicación del informe del comité anglo-americano. Los estados árabes reaccionaron con cumbres en Inshas (Egipto) a finales de mayo y Bludán (Siria) en junio.  Tras el fracaso de la Conferencia de Londres y la remisión a la ONU, los árabes continuaron insistiendo en su demanda de una Palestina árabe independiente e inmediata. 

## Jordania
Abdalá I de Jordania mantuvo vínculos con los sionistas y Palestina durante muchos años, según el relato de la historiadora Mary Wilson.  Los historiadores han descrito una reunión entre Abdalá I y la Agencia Judía el 17 de noviembre de 1947, durante la cual se alega que Abdullah llegó a un acuerdo respecto a su intención de ocupar los territorios árabes del plan de partición.   Tras finalizar el mandato, se ordenó a la Legión Árabe , bajo el liderazgo de Sir John Bagot Glubb, conocido como John Bagot Glubb, entrar en Palestina y asegurar el área árabe designada por la ONU. 

## Respuesta sionista
En mayo de 1942, la Conferencia de Biltmore en la ciudad de Nueva York, con la asistencia de 600 delegados y líderes sionistas de 18 países, exigió que Palestina se estableciera como una Mancomunidad (Estado) judía, en lugar de una patria. 

## Respuesta estadounidense
A finales de agosto de 1945, el presidente estadounidense Harry Truman emitió una declaración solicitando al gobierno británico que admitiera en Palestina a 100.000 refugiados judíos de Europa.  El 14 de mayo de 1948, Estados Unidos reconoció de facto al gobierno judío provisional declarado contemporáneamente (reconocimiento de iure el 31 de enero de 1949).

## Cuestiones legales y motivos de rescisión
El profesor de derecho Shabtai Rosenne afirma que no hay una respuesta clara a por qué los británicos dieron este paso y menciona, entre otros, un error de cálculo y la fatiga política y militar.  Ravndal cita obras de la década de 1980 que establecen que los británicos actuaron por "necesidad económica y puro agotamiento", pero luego postula que actuaron motivados por el deseo, propio de la Guerra Fría, de asegurar los intereses británicos en el resto de Oriente Medio.  Benny Morris ofrece un resumen de diferentes puntos de vista. : : 38 
Los mandatos debían finalizar con la independencia del territorio bajo mandato. El gobierno británico había sostenido que no existía ninguna disposición legal que impidiera su terminación por frustración del propósito.  En tal caso, el informe de la UNSCOP recomendó que se terminara el mandato y se concediera la independencia lo antes posible, con un período de transición entre ambos eventos. 